# Beauwerycyna
Beauwerycyna – organiczny związek chemiczny z grupy makrocyklicznych depsypeptydów, antybiotyk jonoforowy i mykotoksyna, produkowana przez grzyby z rodzaju Fusarium: Fusarium proliferatum, Fusarium semitectum i Fusarium subglutinans.